# Salvador Zerboni
Salvador Zerboni (ur. 3 maja 1979 w Meksyku) – meksykański aktor.

## Filmografia

### Filmy
- 2006: Cansada de besar sapos
- 2008: Rudo i Cursi (Rudo y Cursi) jako Jorge W
- 2009: Melted Hearts jako Brian Lauper
- 2017: Santiago Apóstol jako Judasz Iskariota

### Seriale telewizyjne
- 2005: Machos jako Esteban
- 2007: RBD: La familia jako Daniel
- 2009: El Pantera jako Gabriel
- 2010: Persons Unknown
- 2010: Soy tu fan
- 2011: Królowa Południa (La Reina del Sur) jako Ramiro Vargas 'El Ratas'
- 2012: La Mariposa jako Bill Smith
- 2012: Otchłań namiętności (Abismo de pasión) jako Gabino Mendoza
- 2012: Lynch jako Gabriel Forlano 'El Capi'